# Đurđina Jauković
Đurđina Jauković (n. 24 februarie 1997, în Nikšić) este o handbalistă din Muntenegru care joacă pentru clubul CSM București pe postul de intermediar stânga. Pe 25 februarie 2020, clubul Brest Bretagne Handball a anunțat pe pagina sa web oficială că handbalista a semnat cu echipa franceză un contract valabil timp de două sezoane, cu începere din vara anului 2020.
De asemenea, Jauković este componentă a selecționatelor naționale ale Muntenegrului la diferite categorii de vârstă. În 2014, ea a participat cu echipa de junioare U18 a țării sale la Campionatul Mondial din Macedonia, unde s-a clasat pe locul al patrulea. În același an a fost convocată și la echipa de senioare a Muntenegrului, cu care a participat la Campionatul European, unde a terminat tot pe locul al patrulea. În 2015, Đurđina Jauković a fost componentă a echipei muntenegrene de tineret U19 care a evoluat la Campionatul European.